# Markiz Lothian

## Informacje ogólne

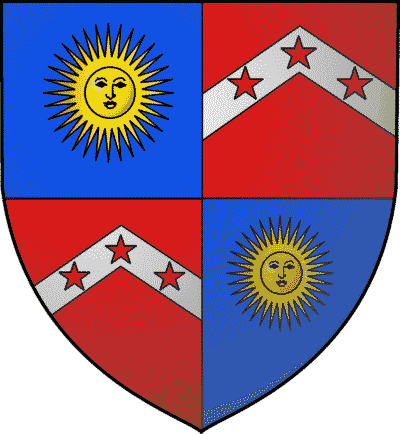
Herb markizów Lothian

- Dodatkowymi tytułami markiza Lothian są:
  - Markiz Lothian (ang. Marquess of Lothian) kreowany w 1701r. w parostwie Szkocji dla Sir Roberta Kerra 1. markiza Lothian
  - Hrabia Lothian kreowany w 1606r. w parostwie Szkocji dla Sir Marka Kerra 1.Hrabiego Lothian od 1701r. dodatkowy tytuł Markiza Lothian
  - Hrabia Lothian kreowany w 1631r. w parostwie Szkocji dla Sir Williama Kerra 1.Hrabiego Lothian od 1701r. dodatkowy tytuł Markiza Lothian
  - Hrabia Ancram kreowany w 1633r. w parostwie Szkocji dla Sir Roberta Kerra 1.Hrabiego Ancram od 1675r. dodatkowy tytuł Markiza Lothian
  - Hrabia Ancram kreowany w 1701r. w parostwie Szkocji dla Sir Roberta Kerra 1. markiza Lothian jako dodatkowy tytuł Markiza Lothian
  - Wicehrabia Briene kreowany w 1701r. w parostwie Szkocji dla Sir Roberta Kerra 1. markiza Lothian jako dodatkowy tytuł Markiza Lothian
  - Lord Newbottle kreowany w 1591r. w parostwie Szkocji dla Sir Marka Kerra 1.Hrabiego Lothian jako dodatkowy tytuł Hrabiego Lothian 1.Kreacji
  - Lord Kerr of Newbottle kreowany w 1631r. w parostwie Szkocji dla Sir Williama Kerra 1.Hrabiego Lothian jako dodatkowy tytuł Hrabiego Lothian 2.Kreacji
  - Lord Jedburgh kreowany w 1622r. parostwie Szkocji dla Sir Andrew Kerra 1.Lorda Jedburgh od 1692r. dodatkowy tytuł Markiza Lothian
  - Lord Kerr of Nisbet kreowany w 1633r. w parostwie Szkocji dla Sir Roberta Kerra 1.Hrabiego Ancram od 1675r. dodatkowy tytuł Markiza Lothian
  - Lord Kerr of Langnewtoun kreowany w 1633r. w parostwie Szkocji dla Sir Roberta Kerra 1.Hrabiego Ancram od 1675r. dodatkowy tytuł Markiza Lothian
  - Lord Ker of Dolphinstoun kreowany w 1633r. w parostwie Szkocji dla Sir Roberta Kerra 1.Hrabiego Ancram od 1675r. dodatkowy tytuł Markiza Lothian
  - Lord Kerr of Newbottle kreowany w 1701r. w parostwie Szkocji dla Sir Roberta Kerra 1. markiza Lothian jako dodatkowy tytuł Markiza Lothian
  - Lord Kerr of Oxnam kreowany w 1701r. w parostwie Szkocji dla Sir Roberta Kerra 1. markiza Lothian jako dodatkowy tytuł Markiza Lothian
  - Lord Kerr of Jedburgh kreowany w 1701r. w parostwie Szkocji dla Sir Roberta Kerra 1. markiza Lothian jako dodatkowy tytuł Markiza Lothian
  - Lord Kerr of Dolphinstoun kreowany w 1701r. w parostwie Szkocji dla Sir Roberta Kerra 1. markiza Lothian jako dodatkowy tytuł Markiza Lothian
  - Lord Kerr of Nisbet kreowany w 1701r. w parostwie Szkocji dla Sir Roberta Kerra 1. markiza Lothian jako dodatkowy tytuł Markiza Lothian
  - Baron Kerr of Kerrsheugh kreowany w 1821r. w parostwie Zjednoczonego Królestwa dla Johna Kerra 7. markiza Lothian jako dodatkowy tytuł Markiza Lothian
  - Naczelnik klanu Kerr
- Najstarszy syn Markiza Lothian nosi tytuł Hrabiego Ancram
- Najstarszy syn Hrabiego Ancram nosi tytuł Lorda Newbottle
- Rodową siedzibą markizów Lothian jest Ferniehirst Castle w Jedburgh w Roxburghshire

Starszą gałęzią Markizów Kerr była rodzina Kerr Hrabiów Roxburghe, oraz w linii żeńskiej rodzina Drummond-Kerr Hrabiów Roxburghe i obecnie rodzina Innes-Kerr Książąt Roxburghe.
Młodszą gałęzią Markizów Kerr jest rodzina McDonnell-Kerr Hrabiów Antrim

## Lista markizów Lothian
Naczelnicy Klanu Kerr
- Sir John Kerr - protoplasta rodu Kerr
  - Sir Henry Kerr - Syn Sir Johna Kerra
    - Sir Robert Kerr - Syn Sir Henry'ego Kerra
      - Sir Richard Kerr - Syn Sir Roberta Kerra
      - Sir Andrew Kerr - Brat Sir Richarda Kerra i Syn Sir Henry'ego Kerra
        - Sir Andrew Kerr - Syn Sir Andrew Kerra
          - Sir Andrew Kerr - Syn Sir Andrew Kerra
          - Sir Walter Kerr - brat Sir Andrew Kerra i Syn Sir Andrew Kerra
            - Sir Robert Kerr - Syn Sir Waltera Kerra 
              - Sir Andrew Kerr - Syn Sir Roberta Kerra
                - Sir Walter Kerr - syn Sir Andrew Kerra
                  - Sir Andrew Kerr - syn Sir Waltera Kerra
                  - Sir William Kerr - brat Sir Andrew Kerra i syn Sir Waltera Kerra
                    - Robert Kerr 1. hrabia Roxburghe - protoplasta obecnych Książąt Roxburghe

                - Sir Mark Kerr - syn Sir Andrew Kerra
                  - Mark Kerr 1. hrabia Lothian - protoplasta hrabiów Lothian 1.Kreacji

          - Sir Thomas Kerr - Brat Andrew kerra i Syn Andrew Kerra
            - Sir Andrew Kerr - Syn Sir Thomasa Kerra
              - Sir John Kerr - Syn Sir Andrew Kerra
                - Sir Thomas Kerr - syn Sir Johna Kerra - protoplasta Lordów Jedburgh

              - Sir Robert Kerr - Syn Sir Andrew Kerra
                - Sir William Kerr - Syn Sir Roberta Kerra
                  - Robert Kerr 1. hrabia Ancram - protoplasta obecnych Markizów Lothian, Hrabiów Ankram i Hrabiów Lothian 2.Kreacji

Lordowie Jedburgh 1. kreacji (parostwo Szkocji)
- 1621–1631: Andrew Kerr 1.Lord Jedburgh - syn Sir Thomasa Kerra
- 1631 - xxxx: Alexander Kerr 2.Lord Jedburgh - brat sir Andrew Kerra i wnuk Sir Thomasa Kerra
- xxxx - 1669: John Kerr 3.Lord Jedburgh - syn Alexandra Kerra 2.Lorda Jedburgh i prawnuk Sir Thomasa Kerra
- 1669–1692: Robert Kerr 4.Lord Jedburgh - bratanek Sir Andrew Kerra 2.Lorda Jedburgh i wnuk Sir Thomasa Kerra
- 1692–1703: Robert Kerr 5.Lord Jedburgh i 1. markiz Lothian - syn Williama Kerra 1.Hrabiego Lothian (2.Kreacji)

Tytuł odziedziczony przez Roberta Kerra 1. markiza Lothian i 2.Hrabiego Lothian i 4.Hrabiego Lothian
Hrabiowie Lothian 1. kreacji (parostwo Szkocji)
Dodatkowy tytuł: Lord Newbattle
- 1606–1609: Mark Kerr, 1. hrabia Lothian - syn Sir Marka Kerra
- 1609–1624: Robert Kerr, 2. hrabia Lothian - syn Marka Kerra 1.Hrabiego Lothian
- 1624–1667: Anne Kerr, 3.Hrabina Lothian - córka Roberta Kerra 2.Hrabiego Lothian
- 1675–1703: Robert Kerr 4. hrabia Lothian i 1. markiz Lothian - syn Williama Kerra 1.Hrabiego Lothian (2.Kreacji)

Tytuł odziedziczony przez Roberta Kerra 1. markiza Lothian i 2.Hrabiego Lothian i 4.Hrabiego Lothian
Hrabiowie Lothian 2. kreacji (parostwo Szkocji)
Dodatkowy tytuł: Lord Kerr of Newbattle
- 1631–1675: William Kerr, 1. hrabia Lothian - syn Roberta Kerra 1.Hrabiego Ancram
- 1675–1703: Robert Kerr 2. hrabia Lothian i 1. markiz Lothian - syn Williama Kerra 1.Hrabiego Lothian (2.Kreacji)

Tytuł odziedziczony przez Roberta Kerra 1. markiza Lothian i 2.Hrabiego Lothian i 4.Hrabiego Lothian
Hrabiowie Ancram 1. kreacji (parostwo Szkocji)
Dodatkowy tytuł: Lord Kerr of Nisbet, Longnewton & Dolphinstoun'
- 1633–1654: Robert Kerr, 1. hrabia Ancram - syn Sir Williama Kerra
- 1654–1690: Charles Kerr, 2. hrabia Ancram - syn Roberta Kerra 1.Hrabiego Ancram

Tytuł odziedziczony przez Roberta Kerra 1. markiza Lothian i 2.Hrabiego Lothian i 4.Hrabiego Lothian
Markizowie Lothian 1. kreacji (parostwo Szkocji)
Dodatkowy tytuł: Hrabia Ancram (1701), Hrabia Ancram (1633), Wicehrabia Brienne (1701, Lord Newbattle, Oxnam, Jedburght, Dolphinstoun i Nisbet (1701), Hrabia Lothian (1606), Hrabia Lothian (1631), Lord Newbattle (1591), Lord Kerr of Newbattle (1631), Lord Kerr of Nisbet, Longnewton & Dolphinstoun (1633), Lord Jedbourgh (1622)
- 1701–1703: Robert Kerr, 1. markiz Lothian - syn Williama Kerra 1.Hrabiego Lothian (2.Kreacji)
- 1703–1722: William Kerr, 2. markiz Lothian - syn Roberta Kerra 1. markiza Lothian
- 1722–1767: William Kerr, 3. markiz Lothian - syn Williama Kerra 2. markiza Lothian
- 1767–1775: William Henry Kerr, 4. markiz Lothian - syn Williama Kerra 3. markiza Lothian
- 1775–1815: William John Kerr, 5. markiz Lothian - syn Williama Kerra 4. markiza Lothian
- 1815–1824: William Kerr, 6. markiz Lothian - syn Williama Kerra 6. markiza Lothian
- 1824–1841: John William Robert Kerr, 7. markiz Lothian - syn Williama Kerra 6. markiza Lothian

Dodatkowy tytuł: Baron Kerr of Kerrsheugh (1821)
- 1841–1870: William Schomberg Robert Kerr, 8. markiz Lothian - syn Johna Kerra 7. markiza Lothian
- 1870–1900: Schomberg Henry Kerr, 9. markiz Lothian - brat Williama Kerra 8. markiza Lothian i syn Johna Kerra 7. markiza Lothian
- 1900–1930: Robert Schomberg Kerr, 10. markiz Lothian - Syn Schomberga Henry'ego Kerra 9. Markiza Lothian
  - Lord Ralph Kerr - syn Johna Kerra 7. markiza Lothian
- 1930–1940: Philip Henry Kerr, 11. markiz Lothian - syn Lorda Ralpha Kerra i wnuk Johna Kerra 7. markiza Lothian
  - Lord Walter Kerr - syn Johna Kerra 7. markiza Lothian
  - Sir Andrew Kerr - syn Lorda Waltera Kerra i wnuk Johna Kerra 7. markiza Lothian
- 1940–2004: Peter Francis Walter Kerr, 12. markiz Lothian - syn Sir Andrew Kerra i prawnuk Johna Kerra 7. markiza Lothian
- 2004 - dzisiaj: Michael Andrew Foster Jude Kerr, 13. markiz Lothian - syn Petera Kerra 12. markiza Lothian

Następca Markiza Lothian 1. kreacji (parostwo Szkocji)
- Lord Ralph Kerr - brat Michaela Kerra 13. markiza Lothian i wnuk Petera Kerra 12. markiza Lothian
- Sir John Kerr - najstarszy syn Lorda Raplha Kerra i prawnuk Petera Kerra 12. markiza Lothian